# 파라마운트 픽처스의 영화 목록 (2000-2009년)
다음은 2000년부터 2009년까지 제작된 파라마운트 픽쳐스의 영화 목록이다.
- 파라마운트 클래식/파라마운트 밴티지와 드림웍스의 실사 영화 배급 작품까지 포함한다.

| 개봉일자   | 제목                                   | 비고 |
| ---------- | -------------------------------------- | --- |
| 2000.2.11  | 스노우 데이                            | 공동 제작 니켈로디언 무비스 and C.O.R.E. Digital Pictures |
| 2000.2.23  | 원더 보이스                            | 북미 배급, 공동 제작 Mutual Film Company, Curtis Hanson Productions and Scott Rudin Productions                                                                    |
| 2000.3.3   | 넥스트 베스트 씽                       | 북미 배급, 공동 제작 레이크쇼어 엔터테인먼트 |
| 2000.4.7   | 룰스 오브 인게이지먼트                 | 공동 제작 Seven Arts Pictures and Scott Rudin Productions |
| 2000.5.24  | 미션 임파서블 2                        | 공동 제작 크루즈/와그너 프로덕션스 |
| 2000.6.16  | 샤프트                                 | 공동 제작 Scott Rudin Productions |
| 2000.8.11  | 블레스 더 차일드                       | 공동 제작 Icon Productions and Mace Neufeld Productions |
| 2000.8.18  | 오리지널 킹스 오브 코미디              | 공동 제작 MTV 필름스 and Latham Entertainment Group |
| 2000.10.13 | 레이디스 맨                            | 공동 제작 SNL Studios |
| 2000.10.27 | 럭키 넘버                              | 공동 제작 스튜디오 카날 |
| 2000.11.17 | 러그래츠 2 - 파리 대모험               | 공동 제작 니켈로디언 무비스 and Klasky Csupo |
| 2000.12.15 | 왓 위민 원트                           | 북미 배급, 공동 제작 Icon Productions |
| 2001.1.12  | 세이브 더 라스트 댄스                  | 공동 제작 MTV 필름스 |
| 2001.2.16  | 다운 투 어쓰                           | 공동 제작 빌리지 로드쇼 픽처스 and Alphaville Films |
| 2001.3.16  | 에너미 앳 더 게이트                    | 공동 제작 Mandalay Pictures |
| 2001.4.6   | 스파이더 게임                          | |
| 2001.4.20  | 크로커다일 던디 3                      | |
| 2001.6.15  | 툼 레이더                              | 공동 제작 Mutual Film Company, Tele Munchen Gruppe and Lawrence Gordon Productions                                                                                 |
| 2001.6.29  | 푸티 탕                                | 배급 담당, 공동 제작 MTV 필름스 and Chris Rock Productions |
| 2001.7.13  | 스코어                                 | 공동 제작 스튜디오 카날 and Mandalay Pictures |
| 2001.8.17  | 노 브레인 레이스                       | 북미 배급, 공동 제작 Fireworks Pictures, Zucker Productions and Alphaville Films                                                                                   |
| 2001.9.14  | 하드 볼                                | 공동 제작 Fireworks Pictures, Nides/McCormick and Tollin/Robbins Productions                                                                                       |
| 2001.9.28  | 쥬랜더                                 | 공동 제작 빌리지 로드쇼 픽처스, VH1 and NPV Entertainment |
| 2001.11.2  | 디스터번스                             | |
| 2001.12.14 | 바닐라 스카이                          | 공동 제작 크루즈/와그너 프로덕션스 and Vinyl Films |
| 2001.12.21 | 천재소년 지미 뉴트론                   | 공동 제작 니켈로디언 무비스 and O Entertainment |
| 2002.1.11  | 오렌지 카운티                          | 공동 제작 MTV 필름스 and Scott Rudin Productions |
| 2002.2.15  | 크로스로드                             | 북미 배급, 공동 제작 MTV 필름스 and Zomba Pictures |
| 2002.3.1   | 위 워 솔저스                           | 북미 배급, 공동 제작 Icon Productions |
| 2002.3.29  | 타임머신: 클락스토퍼                   | 공동 제작 니켈로디언 무비스 and Valhalla Motion Pictures |
| 2002.4.5   | 럭키 브레이크                          | 북미 배급, 공동 제작 미라맥스, Fragile Films and Film 4 Productions                                                                                                |
| 2002.4.12  | 체인징 레인스                          | 공동 제작 Scott Rudin Productions |
| 2002.5.31  | 썸 오브 올 피어스                      | 공동 제작 Mace Neufeld Productions |
| 2002.6.28  | 헤이 아놀드                            | 공동 제작 니켈로디언 무비스 and Snee-Oosh Inc. |
| 2002.7.19  | K-19: 위도우메이커                     | 공동 제작 Intermedia Films, 내셔널 지오그래픽 협회, First Light Production, Palomar Pictures and IMF Productions                                                   |
| 2002.8.2   | 마틴 로렌스 라이브                     | 공동 제작 MTV 필름스 and Runteldat Entertainment |
| 2002.8.23  | 못말리는 이혼녀                        | 공동 제작 Mandalay Pictures |
| 2002.9.20  | 포 페더스                              | 북미 배급, 공동 제작 미라맥스 |
| 2002.10.18 | 어벤던                                 | 북미 배급, 공동 제작 스파이글래스 엔터테인먼트 |
| 2002.10.25 | 잭애스                                 | 공동 제작 MTV 필름스 and Dickhouse Productions |
| 2002.11.27 | 익스트림 OPS                           | |
| 2002.12.13 | 네메시스                               | 공동 제작 Rick Berman Productions |
| 2002.12.20 | 나크                                   | 북미 배급, 공동 제작 라이온스 게이트, 크루즈/와그너 프로덕션스 and Splendid Pictures                                                                               |
| 2002.12.20 | 쏜베리의 가족 탐험대                   | 공동 제작 니켈로디언 무비스 and Klasky Csupo |
| 2002.12.27 | 디 아워스                              | 공동 제작 미라맥스 필름스, Robert Fox Productions and Scott Rudin Productions                                                                                      |
| 2003.2.7   | 10일 안에 남자 친구에게 차이는 법      | 공동 제작 Evans/Peters/Obst Productions |
| 2003.3.14  | 헌티드                                 | 공동 제작 Alphaville Films and 레이크쇼어 엔터테인먼트 |
| 2003.3.28  | 코어                                   | 공동 제작 Forster/Layne/Bailey Productions |
| 2003.4.11  | 베터 럭 투마로우                       | 공동 제작 MTV 필름스 |
| 2003.5.30  | 이탈리안 잡                            | 공동 제작 De Line Pictures |
| 2003.6.13  | 러그래츠 3: 무인도 대모험              | 공동 제작 니켈로디언 무비스 and Klasky Csupo |
| 2003.7.25  | 툼 레이더 2: 판도라의 상자             | 공동 제작 Mutual Film Company, Tele Munchen Gruppe and Lawrence Gordon Productions                                                                                 |
| 2003.8.22  | 힙합 X                                 | 공동 제작 Scott Rudin Productions |
| 2003.9.5   | 딕키 로버츠: 왕년의 아역 스타          | 공동 제작 Happy Madison Productions |
| 2003.9.19  | 파이팅 템테이션스                      | 공동 제작 MTV 필름스 and Handprint Films |
| 2003.10.3  | 스쿨 오브 락                           | 공동 제작 Scott Rudin Productions and Black & White Productions |
| 2003.10.24 | 머나먼 사랑                            | 공동 제작 Mandalay Pictures |
| 2003.11.14 | 투팍: 부활                             | 공동 제작 MTV 필름스 and Amaru Entertainment |
| 2003.11.26 | 타임라인                               | 공동 제작 Cobalt Media Group, Mutual Film Company and The Donners' Company                                                                                         |
| 2003.12.25 | 페이첵                                 | 북미 배급, 공동 제작 드림웍스 픽처스, Davis Entertainment, Lion Rock Productions and Solomon/Hackett Productions                                                   |
| 2004.1.30  | 퍼펙트 스코어                          | 공동 제작 MTV 필름스 |
| 2004.2.20  | 어게인스트 더 로프                     | 공동 제작 Cort/Madden Productions |
| 2004.2.27  | 블랙아웃                               | 공동 제작 Kopelson Entertainment |
| 2004.4.2   | 내 남자친구는 왕자님                   | 북미 배급, 공동 제작 라이온스 게이트, Sobini Films, Epsilon Motion Pictures and Stillking Films                                                                    |
| 2004.4.30  | 퀸카로 살아남는 법                     | |
| 2004.6.11  | 스텝포드 와이프                        | 북미 배급, 공동 제작 드림웍스 픽처스, Scott Rudin Productions and De Line Pictures                                                                                 |
| 2004.7.30  | 맨츄리안 켄디데이트                    | 공동 제작 Scott Rudin Productions |
| 2004.8.6   | 콜래트럴                               | 인터내셔널 배급, 공동 제작 드림웍스 픽처스, Parkes/MacDonald Productions, Darabont/Fried/Russell Productions and 크루즈/와그너 프로덕션스                          |
| 2004.8.20  | 위드아웃 어 패들                       | 공동 제작 De Line Pictures |
| 2004.8.27  | 서스펙트 제로                          | 북미 배급, 공동 제작 Intermedia Films, 레이크쇼어 엔터테인먼트 and 크루즈/와그너 프로덕션스                                                                        |
| 2004.9.17  | 월드 오브 투모로우                     | 공동 제작 Filmauro, Brooklyn Films II and Riff Raff Blue Flower |
| 2004.9.30  | 나폴레옹 다이너마이트                  | 인터내셔널 배급, 공동 제작 폭스 서치라이트 픽처스 and MTV 필름스                                                                                                   |
| 2004.10.15 | 팀 아메리카: 세계 경찰                 | 공동 제작 Scott Rudin Productions and Comedy Central |
| 2004.11.5  | 나를 책임져, 알피                      | 공동 제작 플랜 B 엔터테인먼트 and Patalex Productions |
| 2004.11.19 | 보글보글 스폰지밥                      | 공동 제작 니켈로디언 무비스 and United Plankton Pictures |
| 2004.12.17 | 레모니 스니켓의 위험한 대결            | 북미 배급, 공동 제작 드림웍스 픽처스, 니켈로디언 무비스 and Parkes/MacDonald Productions                                                                           |
| 2005.1.14  | 코치 카터                              | 공동 제작 MTV 필름스 and Tollin/Robbins Productions |
| 2005.4.8   | 사하라                                 | 북미 배급, 공동 제작 Bristol Bay Productions, Baldwin Entertainment Group and Kanzaman Productions                                                                 |
| 2005.5.27  | 롱기스트 야드                          | 북미 배급, 공동 제작 콜럼비아 픽처스, MTV 필름스 and Happy Madison Productions                                                                                     |
| 2005.6.10  | 신혼여행자                             | 공동 제작 Deep River Productions |
| 2005.6.29  | 우주 전쟁                              | 인터내셔널 배급, 공동 제작 드림웍스 픽처스, 크루즈/와그너 프로덕션스 and 앰블린 엔터테인먼트                                                                       |
| 2005.7.22  | 배드 뉴스 베어즈                       | 공동 제작 플랜 B 엔터테인먼트, Media Talent Group and Detour Film Production                                                                                       |
| 2005.8.12  | 4 브라더스                             | 공동 제작 Di Bonaventura Pictures |
| 2005.10.14 | 엘리자베스타운                         | 공동 제작 크루즈/와그너 프로덕션스 and Vinyl Films |
| 2005.10.28 | 웨더 맨                                | 공동 제작 Escape Artists and Blind Wink |
| 2005.11.9  | 겟 리치 오 어 다이 트라잉              | 공동 제작 Interscope/Shady/Aftermath Films and MTV 필름스 |
| 2005.11.23 | 유어스, 마인 앤 아워스                 | 북미 배급, 공동 제작 메트로 골드윈 메이어, 콜럼비아 픽처스, 니켈로디언 무비스 and Robert Simonds Productions                                                       |
| 2005.12.2  | 이온 플럭스                            | 공동 제작 MTV 필름스, 레이크쇼어 엔터테인먼트, Babelsberg Studio and Valhalla Motion Pictures                                                                      |
| 2006.1.13  | 라스트 홀리데이                        | 공동 제작 ImageMovers and Lawrence Mark Productions |
| 2006.3.10  | 달콤한 백수와 사랑 만들기              | 공동 제작 Scott Rudin Productions |
| 2006.5.5   | 미션 임파서블 3                        | 공동 제작 K/O Paper Products and 크루즈/와그너 프로덕션스 |
| 2006.5.19  | 헷지                                   | 배급 담당, 제작 드림웍스 애니메이션 파라마운트가 배급하는 첫 번째 드림웍스 애니메이션 제작 영화.                                                                   |
| 2006.6.16  | 나쵸 리브레                            | 공동 제작 니켈로디언 무비스, Black & White Productions and HH Films                                                                                                |
| 2006.8.4   | 신나는 동물농장                        | 공동 제작 니켈로디언 무비스 and O Entertainment |
| 2006.8.9   | 월드 트레이드 센터                     | 공동 제작 Double Feature Films |
| 2006.9.22  | 잭애스 2                               | 공동 제작 MTV 필름스, Dickhouse Productions and Lynch Siderow Productions                                                                                          |
| 2006.10.20 | 아버지의 깃발                          | 북미 배급, 공동 제작 워너 브라더스, 드림웍스 픽처스, 앰블린 엔터테인먼트 and Malpaso Productions                                                                   |
| 2006.10.27 | 바벨                                   | 북미 배급, 공동 제작 파라마운트 밴티지, Anonymous Content, Zeta Film and Central Films                                                                             |
| 2006.11.3  | 플러쉬                                 | 배급 담당, 제작 드림웍스 애니메이션 and 아드만 애니메이션 |
| 2006.12.15 | 샬롯의 거미줄                          | 공동 제작 월든 미디어, 니켈로디언 무비스 and The Kerner Entertainment Company                                                                                      |
| 2007.1.5   | 프리덤 라이터스 다이어리               | 공동 제작 MTV 필름스, Double Features Films and Jersey Films |
| 2007.2.9   | 노르빗                                 | 공동 제작 드림웍스 픽처스 and Davis Entertainment |
| 2007.2.23  | 르노 911! - 마이애미                   | 인터내셔널 배급, 공동 제작 20세기 폭스, Jersey Films, Double Feature Films, Comedy Central Films, High Sierra Carpeting and Principato-Young Entertainment         |
| 2007.3.2   | 조디악                                 | 북미 배급, 공동 제작 워너 브라더스 and Phoenix Pictures |
| 2007.3.23  | 더블 타겟                              | 공동 제작 di Bonaventura Pictures |
| 2007.3.30  | 블레이즈 오브 글로리                   | 공동 제작 드림웍스 픽처스, MTV 필름스, Red Hour Productions and Smart Entertainment                                                                                |
| 2007.4.13  | 디스터비아                             | 공동 제작 드림웍스 픽처스, Cold Spring Pictures and The Montecito Picture Company                                                                                  |
| 2007.4.27  | 넥스트                                 | 북미 배급, 공동 제작 Revolution Studios, Initial Entertainment Group, Saturn Films, Virtual Studios and Broken Road Productions                                    |
| 2007.5.18  | 슈렉 3                                 | 배급 담당, 제작 드림웍스 애니메이션 and Pacific Data Images |
| 2007.7.2   | 트랜스포머                             | 인터내셔널 배급, 공동 제작 드림웍스 픽처스 and Di Bonaventura Pictures                                                                                             |
| 2007.8.3   | 핫라드                                 | 공동 제작 Michaels/Goldwyn Films |
| 2007.8.10  | 스타더스트                             | 공동 제작 Marv Films, Ingenious Film Partners and Di Bonaventura Pictures                                                                                          |
| 2007.10.5  | 하트브레이크 키드                      | 공동 제작 드림웍스 애니메이션, Radar Pictures, Davis Entertainment and Conundrum                                                                                   |
| 2007.11.2  | 꿀벌 대소동                            | 배급 담당, 제작 드림웍스 애니메이션 |
| 2007.11.9  | 노인을 위한 나라는 없다                | 공동 제작 미라맥스 필름즈 and 파라마운트 밴티지 |
| 2007.11.16 | 베오울프                               | 북미 배급, 공동 제작 Shangri-La Entertainment and ImageMovers |
| 2007.12.21 | 스위니 토드: 어느 잔혹한 이발사 이야기 | 북미 배급, 공동 제작 워너 브라더스, 드림웍스 픽처스, Parkes/MacDonald Productions and The Zanuck Company                                                           |
| 2007.12.26 | 데어 윌 비 블러드                      | 북미 배급, 제작 미라맥스 and 파라마운트 밴티지 |
| 2008.1.18  | 클로버필드                             | 공동 제작 배드 로봇 프로덕션스 |
| 2008.2.1   | 스트레인지 와일더니스                  | 배급 담당, 공동 제작 Level 1 Entertainment and Happy Madison Productions                                                                                           |
| 2008.2.14  | 스파이더위크가의 비밀                  | 공동 제작 니켈로디언 무비스, The Kennedy/Marshall Company and Atmosphere Pictures                                                                                  |
| 2008.3.21  | 드릴빗 테일러                          | 공동 제작 The Apatow Company |
| 2008.3.28  | 스톱로스                               | 공동 제작 MTV 필름스 and Scott Rudin Productions |
| 2008.4.4   | 루인스                                 | 배급 담당, 제작 드림웍스 픽처스, 스파이글래스 엔터테인먼트 and Red Hour Productions                                                                                |
| 2008.5.2   | 아이언 맨                              | 배급 담당, 제작 마블 스튜디오 and Fairview Entertainment |
| 2008.5.22  | 인디아나 존스: 크리스탈 해골의 왕국    | 배급 담당, 제작 루카스 필름 |
| 2008.6.6   | 쿵푸 팬더                              | 배급 담당, 제작 드림웍스 애니메이션 |
| 2008.6.20  | 러브 그루                              | 공동 제작 스파이글래스 엔터테인먼트, No Money Fun Films and Michael DeLuca Productions                                                                             |
| 2008.8.13  | 트로픽 썬더                            | 배급 담당, 공동 제작 드림웍스 픽처스, Red Hour Productions and Goldcrest Pictures Limited                                                                          |
| 2008.9.19  | 고스트 타운                            | 배급 담당, 제작 드림웍스 픽처스, 스파이글래스 엔터테인먼트 and Pariah                                                                                              |
| 2008.9.26  | 이글 아이                              | 배급 담당, 공동 제작 드림웍스 픽처스, K/O Paper Products |
| 2008.11.7  | 마다가스카 2                           | 배급 담당, 제작 드림웍스 애니메이션 and Pacific Data Images |
| 2008.12.25 | 벤자민 버튼의 시간은 거꾸로 간다       | 북미 배급, 공동 제작 워너 브라더스 and The Kennedy/Marshall Company                                                                                                |
| 2008.12.26 | 레볼루셔너리 로드                      | 배급 담당, 제작 드림웍스 픽처스, 파라마운트 밴티지, BBC 필름스, Rudin Productions, Evamere Entertainment and Neal Street Productions                               |
| 2009.1.16  | 강아지 호텔                            | 배급 담당, 제작 드림웍스 픽처스, 니켈로디언 무비스, Cold Spring Pictures, The Montecito Picture Company, The Donners' Company and MavroCine Pictures GmbH & Co. KG |
| 2009.1.30  | 안나와 알렉스: 두 자매 이야기          | 배급 담당, 제작 드림웍스 픽처스, Cold Spring Pictures, Parkes/MacDonald Productions, The Montecito Picture Company and Vertigo Entertainment                       |
| 2009.2.13  | 13일의 금요일                          | 공동 제작 뉴 라인 시네마 and 플래티넘 듄스 |
| 2009.3.6   | 왓치맨                                 | 인터내셔널 배급, 공동 제작 워너 브라더스, 레전더리 픽처스 and Lawrence Gordon Productions                                                                          |
| 2009.3.20  | 알러뷰 맨                              | 배급 담당, 제작 드림웍스 픽처스, De Line Pictures, Bernard Gayle Productions and The Montecito Picture Company                                                     |
| 2009.3.27  | 몬스터 vs 에이리언                     | 배급 담당, 제작 드림웍스 애니메이션 |
| 2009.4.24  | 솔로이스트                             | 북미 배급, 공동 제작 유니버설 픽처스, 드림웍스 픽처스, 스튜디오 카날, Participant Media and 워킹 타이틀 필름스                                                     |
| 2009.5.8   | 스타 트렉: 더 비기닝                   | 공동 제작 배드 로봇 프로덕션스 and 스파이글래스 엔터테인먼트 |
| 2009.5.22  | 댄스 플릭                              | 공동 제작 MTV 필름스 and The Wayans Brothers |
| 2009.6.12  | 이매진 댓                              | 공동 제작 니켈로디언 무비스 and Di Bonaventura Pictures |
| 2009.6.24  | 트랜스포머: 패자의 역습                | 인터내셔널 배급, 공동 제작 드림웍스 픽처스, Di Bonaventura Pictures and 해즈브로 스튜디오                                                                          |
| 2009.8.7   | 지.아이.조: 전쟁의 서막                | 공동 제작 Di Bonaventura Pictures, 스파이글래스 엔터테인먼트 and 해즈브로 스튜디오                                                                                 |
| 2009.9.25  | 파라노말 액티비티                      | 북미 배급, 공동 제작 Blumhouse Productions, Solana Films and Room 101, Inc.                                                                                        |
| 2009.12.4  | 인 디 에어                             | 공동 제작 The Montecito Picture Company, Rickshaw Productions, Right of Way Films and Cold Spring Pictures                                                         |
| 2009.12.11 | 러블리 본즈                            | 공동 제작 드림웍스 픽처스, Film 4 Productions and WingNut Films |